# Lewan Kobiaszwili
Lewan Kobiaszwili (gru. ლევან კობიაშვილი, ur. 10 czerwca 1977 w Tbilisi) – były gruziński piłkarz. Jest żonaty, ma jedno dziecko.

## Kariera
Profesjonalną karierę Kobiaszwili zaczynał w Awazie Tbilisi, skąd w 1994 przeszedł do Metalurga Rustawi, gdzie grał przez jeden sezon, po czym przeniósł się najlepszego klubu w Gruzji - Dinamo Tbilisi. Grał tu do 1998, lecz w 1997 przebywał na wypożyczeniu w rosyjskim Spartaku Władykaukaz. Następnym klubem w karierze 21-letniego wówczas pomocnika był SC Freiburg. We Freiburgu występował do 2003 i został wybrany do 11 wszech czasów tej drużyny. Od 2003 grał dla FC Schalke 04. Sześć lat później przeszedł do Herthy Berlin. W czerwcu 2010 roku pomimo spadku Herthy podpisał nową, trzyletnią umowę.
W reprezentacji Gruzji Lewan debiutował 1 września 1996 roku w meczu z Norwegią. W reprezentacji rozegrał 100 meczów i strzelił 12 goli.

## Odznaczenia
- Order Honoru – 2024[1][2][3][4]